# Miharu, Fukushima
Miharu (三春町 Miharu-machi) là thị trấn thuộc huyện Tamura, tỉnh Fukushima, Nhật Bản. Tính đến ngày 1 tháng 10 năm 2020, dân số ước tính thị trấn là 17.018 người và mật độ dân số là 230 người/km2. Tổng diện tích thị trấn là 72,76 km2.

## Địa lý

### Đô thị lân cận
- Fukushima
  - Kōriyama
  - Tamura
  - Nihonmatsu
  - Motomiya

## Giao thông

### Đường sắt
JR East - Tuyến Đông Ban'etsu
- Miharu

### Cao tốc/Xa lộ
- E49  Cao tốc Ban-etsu
- Quốc lộ 288